# Alexander Jakowlewitsch Tairow

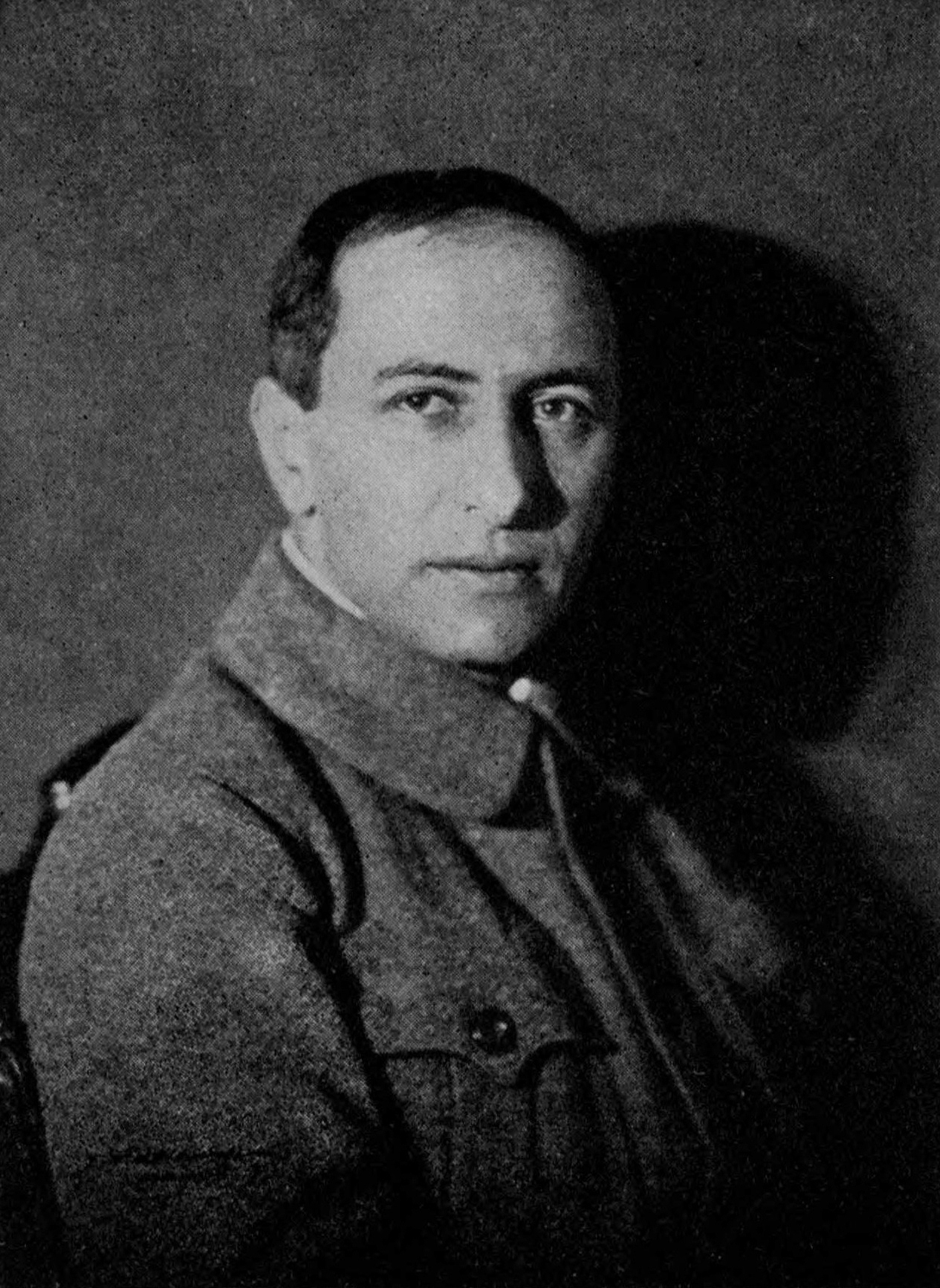
Alexander Tairow um 1920

Alexander Jakowlewitsch Tairow (* 24. Junijul. / 6. Juli 1885greg. in Rowno; † 25. September 1950 in Moskau) war ein russisch-sowjetischer Regisseur und Theatertheoretiker. Er begründete das Moskauer Kammertheater.

## Leben
Als Schüler Stanislawskis und Beobachter Meyerholds forderte Tairow in Konsequenz seiner Erfahrungen und Überlegungen ein von ihm so genanntes „synthetisches Theater“ als Antwort auf den Naturalismus (These) und die Stilbühne (Antithese) seinerzeit. Tairow definierte sein Theater der Synthese als „neorealistisch“. Er hatte nach anfänglichen Schwierigkeiten großen Erfolg sowohl im In- als auch im Ausland.
1922 gehörte Tairow zu den Autoren der von El Lissitzky und Ilja Ehrenburg konzipierten kurzlebigen Zeitschrift „Gegenstand“, die sich dem Dialog von Künstlern verschiedener Nationalitäten verschrieben hatte.
Tairow stellte trotz hoher Ansprüche an Werke, Regie, Bühnenbild/Kostüm eindeutig und immer wieder den Schauspieler als essentielles und bestimmendes Element des Theaters in den Mittelpunkt. Er forderte deshalb nachdrücklich und beweiskräftig eine fundierte Ausbildung der Schauspieler.
Tairow betrachtete ausgebildete Schauspieler uneingeschränkt als eigenständige Künstler, deren Kunst, neben einem gewissen Maß an Talent, vor allem einem erlernten Handwerk entspringt. Er entmystifizierte damit maßgeblich den Beruf des Schauspielers und das Theater an sich, ohne beides zu entzaubern. Tairow stellte im Weiteren auch Kriterien auf, damit dieser Zauber im Theater entstehen kann. Einer seiner lakonisch/dialektischen Leitsätze dazu lautet: „Theater ist Theater“. Er starb in der psychiatrischen Klinik Solowiewskaja.
Tairow war mit der Schauspielerin Alissa Koonen verheiratet.

## Veröffentlichungen
- Alexander Tairow: Das Entfesselte Theater. Verlag Gustav Kiepenheuer, Potsdam 1923.
- Alexander Tairow: Das Entfesselte Theater, Alexander Verlag Berlin, 1989